# Himiko (reine)
Pour les articles homonymes, voir Himiko.
Himiko (卑弥呼) ou Pimiko est la première reine du Japon qui aurait régné de 188 (date supposée) jusqu'en 248 sur la région de Yamatai. Le Yamatai serait soit situé dans la province de Yamato, soit dans le nord de Kyūshū. Son règne se situerait à la fin de la période Yayoi.

## Histoire légendaire
Himiko est principalement connue par le Gishiwajinden (魏志倭人伝, lit. « vie des habitants de Wa dans les chroniques de Wei »), un texte chinois de huit pages issu du livre dédié au royaume de Wei dans les Chroniques des Trois Royaumes. Selon ce texte, Himiko était une prêtresse dotée de pouvoirs surnaturels. Elle n'est pas connue par des sources japonaises.
Elle aurait fédéré les différentes principautés du pays du Yamatai (proto-Japon, sans les îles Okinawa, sans Hokkaidō ni le nord de Honshū), mais ce sujet fait débat chez les historiens, car l'emplacement du pays du Yamatai, suivant à la lettre les indications chinoises se trouverait au milieu de l'océan Pacifique. La seconde hypothèse, qui semble plus probable, serait de rattacher le Yamatai au pays du Yamato (qui trouve son épicentre vers Nara) ; cependant selon les écrits chinois, « on construisit un tombeau de plus de cent pas où furent ensevelis une centaine d'esclaves », une pratique qui n'est pas représentative de l'époque Yayoi.
Elle aurait reçu de Chine en 239, cent miroirs et un sceau. À sa mort, une jeune fille de sa famille la reine Toyo (sa nièce ?) aurait pris sa succession.
Selon le Nihonshoki, Himiko aurait pu être l'impératrice Jingū, la mère de l'empereur Ojin, mais les historiens n'acceptent pas cette hypothèse[réf. nécessaire].

## Sépulture
Le 31 mai 2009, l'équipe de chercheurs du professeur Harunari du Musée national d'histoire japonaise de Sakura (Chiba) ont présenté lors du 75e meeting annuel de l'Association japonaise d'archéologie les résultats de leurs recherches, selon lesquels le kofun Hashihaka (箸墓) situé dans la ville de Sakurai dans la préfecture de Nara serait la tombe de Himiko,. Cette tombe a une forme très particulière, celle d'un trou de serrure faisant 280 m de longueur, (d'autres kofun ont eux aussi cette forme). La sépulture est faite de pierres et roches et est recouverte par un bosquet d'arbre formant ainsi le tumulis.
Des objets dont la datation au carbone 14 concordent avec la date de la mort de la reine ont été découverts sur le site, cependant certains archéologues trouvent cette sépulture trop moderne pour être du IIIe siècle, ces découvertes restent donc sujettes à caution. L'Agence impériale refuse cependant l'excavation qui fournirait de nombreuses informations sur l'identité de la reine et sur la lignée des empereurs du Japon, descendant officiellement d'Amaterasu.
La fouille des tombeaux est soumise à l'autorisation de la maison impériale du Japon et depuis sa découverte, en 2023, rien n'a encore pu être entrepris.